# یوهانس گوتنبرگ
یوهانس گوتنبرگ (به آلمانی: Johannes Gensfleisch zur Laden zum Gutenberg)، (زاده حدود ۱۳۹۸ (میلادی) در ماینتس، درگذشت ۳ فوریه ۱۴۶۸ در ماینتس)، زرگر آلمانی و اولین مخترع ماشین چاپ و صنعت چاپ در اروپا بود.
از یوهان گوتنبرگ اغلب به عنوان مخترع صنعت چاپ یاد می‌شود اما آنچه را که او انجام داد اِبداع اولین روش استفاده از حروف چاپی قابل جابجایی و ماشین چاپ بود که این امکان را فراهم می‌آورد تا بتوان مطالب نوشته‌شدهٔ گوناگون را با سرعت و دقت به چاپ رساند. البته این صنعت ۴۰۰ سال قبل از وی توسط یک بازرگان چینی به نام بی شنگ استفاده می‌شد و حدود ۲۰۰ سال قبل نیز در کره مورد استفاده قرار می‌گرفت.
مهم‌ترین اثر گوتنبرگ انجیل گوتنبرگ یا انجیل ۴۲ سطری است، که از لحاظ زیبایی خطی و کیفیت صنعتی آن در زمان خودش انجیلی بی‌نظیر بود.

## زندگینامه یوهانس گوتنبرگ
او در حدود سال ۱۳۹۸ در شهر ماینتس(Mainz) آلمان و در خانواده‌ای ثروتمند به دنیا آمد. پدرش، «گنسفلایش» و مادر او «الزه ویریش گوتنبرگ»، از زمینداران طبقه یِ اشراف بود. شهر ماینتس به سبب فلزکاری‌های ظریف و آهنگری‌هایش مشهور بود. یوهانس تا ۱۳ سالگی در ماینتس پرورش یافت و در سال ۱۴۱۱–۱۴۱۰ آن‌جا را ترک کرد. اعضای اصناف مختلف شهر ماینتس با یک دیگر متحد شد و علیه نجیب‌زادگان سر به شورش برداشته بودند. یوهانس سه سال در روستا زندگی کرد و در شانزده سالگی دوباره به شهر بازگش.ت
پدر یوهانس به کار در ضرابخانه ادامه داد اما دیگر عضو شورای شهر نشد. یوهانس نیز در کنار پدرش در ضرابخانه کار می‌کرد. او به عنوان یک زرگر باید به فلزشناسی آشنا می‌بود و همین‌طور می‌آموخت چگونه طلای ذوب شده را در قالب‌ها بریزند. گوتنبرگ سالیان سال پیش پدرش کار کرد تا اینکه در ۱۴۱۹ پدرش درگذشت. گوتنبرگ به دانشگاه رفت. او نیز همانند دیگر مردمان اروپا در آن زمان که بعدها عصر نوزایی و رنسانس نام گرفت، تشنه دانش بود. فشارهای سیاسی اصناف به نجیب‌زادگان زیاد شده بود. یوهانس مجبور شد تا بار دیگر شهر را ترک کند و به استراسبورگ برود.
او سال‌های بعد را صرف تحقیق و بررسی بر روی ماشین چاپ کرد. انواع فلزات و قالب‌ها را آزمایش نمود تا به صفحه‌ای از حروف چاپی قابل حمل دست یافت. او برای تکمیل این دستگاه به پول نیاز داشت، لذا سرمایه‌داری به نام فوست را راضی کرد تا او را حمایت مالی کند. وی دو بار از فوست قرض کرد اما نتوانست پول‌هایش را پس بدهد.
در سال ۱۴۵۵ در حالی که ۵۷ سال داشت و تقریباً نیمی از کتاب مقدس را به صورت چاپی آماده کرده بود، فوست طاقتش را از دست داد و از او شکایت کرد. رای دادگاه مشخص بود؛ برگشت وجه به فوست یا ضبط اموال یوهانس از جمله دستگاه چاپ. یوهانس نمی‌توانست پول فوست را پس دهد پس بنابراین دستگاهش را که دسترنج سال‌ها تحقیق بود از دست داد. فوست چاپخانه‌ای تأسیس نمود و با طراحی آرمی مخصوص به چاپ کتاب مقدس پرداخت و سرمایه‌ای عظیم به‌دست آورد.
یوهانس نیز چاپخانه خود را در سال‌های آخر عمرش تأسیس نمود و از نو کار ساخت آن را انجام داد. یوهانس گوتنبرگ پدر صنعت چاپ و مخترع ماشین چاپ در سال ۱۴۶۸ در ماینتس آلمان درگذشت.

## تأثیر بر صنعت چاپ

### چاپ باسمه‌ای
چاپ باسمه‌ای قرن‌ها پیش از گوتنبرگ در چین شناخته شده بود، باستان‌شناسان نیز توانسته‌اند یک کتاب چاپی که تاریخ آن به سال ۸۶۸ برمی‌گردد در چین کشف کنند. مهر و انگشترهای خاتم نیز که اساس کارش همان شیوهٔ چاپ باسمه‌ای می‌باشد از زمان‌های باستان به کار گرفته می‌شده‌است. در غرب نیز قبل از گوتنبرگ با چاپ آشنا بودند. چاپ باسمه‌ای، امکان تولید نسخه‌های متعدد از یک کتاب را فراهم می‌کرد اما یک مشکل اساسی داشت از آنجا که برای هر کتابی باید یک سری کامل و جدید از صفحات ساخته می‌شد و حروف روی چوب حَک می‌شد، این روش برای تولید کتاب‌های مختلف عملی نبود.

### حروف چاپی قابل جابجایی
گفته شده‌است که سهم عمدهٔ گوتنبرگ در صنعت چاپ اختراع حروف چاپی قابل جابجایی بوده‌است. در واقع حروف چاپی قابل جابجایی نیز در اواسط قرن یازدهم در چین توسط شخصی به‌نام بی‌شنگ اختراع شده بود. اما چون صنعت چاپ تنها پس از اروپا و پس از اینکه چینی‌ها روش‌های جدید آن را از اروپایی‌ها فرا گرفتند در چین همگانی شد، صنعت چاپ به شکل امروزی‌اش را به بی‌شنگ و چینی‌ها نسبت نمی‌دهند.
حروف چاپی را در آن زمان با نوعی سفال می‌ساختند که طبعاً نمی‌توانست زیاد بادوام باشد. بعدها چینی‌ها و کره‌ای‌ها در ساخت حروف چاپی قابل جابجایی اصلاحاتی به‌وجود آوردند، پس از آن دولت کره در اوایل قرن پانزدهم از ایجاد یک کارگاه ریخته‌گری برای تولید حروف چاپی فلزی حمایت کرد و پس از آن و مدتی قبل از گوتنبرگ، کره‌ای‌ها حروف چاپی فلزی را جایگزین حروف سفالی کردند.

روش چاپ گوتنبرگ. با این روش می‌شد ۲۴۰ صفحه در ساعت چاپ کرد.

### روش جدید چاپ
برای بهره‌گیری از روش‌های جدید چاپ چهار عامل عمده باید وجود داشته باشد:
1. حروف چاپی قابل جابجایی همراه با سیستم حروف چینی
2. ماشین چاپ
3. مُرکب مناسب برای چاپ
4. مادهٔ مناسب برای چاپ روی آن، مانند کاغذ

کاغذ سال‌ها قبل در چین توسط تسائی‌لون اختراع شده بود و در غرب نیز قبل از گوتنبرگ به شکلی گسترده از آن استفاده می‌شد. این تنها عامل از عوامل چهارگانهٔ مورد نیاز چاپ بود که گوتنبرگ به شکل آماده در دسترس داشت. اگر چه در مورد سه عامل دیگر قبل از گوتنبرگ کارهایی انجام شده بود ولی گوتنبرگ اصلاحات و ابداعات مختلف و متعددی در هر یک از آن‌ها پدیدآورد. وی ظاهراً بدون اطلاع از کار چینی‌ها، حروف قابل انتقال را اختراع کرد و برای هر یک از حروف الفبا یک حرف جداگانه به کار برد. حروف متحرک را چینی‌ها اختراع کردند، ولی گوتنبرگ که حرفه‌اش زرگری بود، آلیاژ مناسب برای ریخته‌گری حروف را از سرب و آنتی‌موآن به‌دست‌آورد و سپس نسبت هر یک از این دو فلز را به گونه‌ای انتخاب کرد که حروف بیش از حد سخت و نرم نباشند. وی برای مرکب روغنی چاپ هم فرمول مناسبی یافت همچنین پرس مناسبی هم برای چاپ ابداع کرد و خلاصه با رفع موانع و حل مشکلات، عمل چاپ را میسر و اجرایی کرد.
صنعت چاپ برخلاف تمام اختراعات پیشین اصولاً یک دستگاه تولید انبوه است. یک نسخه از یک کتاب چاپی به خودی خود چیزی برتر از نسخه خطی آن نیست اما مزیت اصلی چاپ در تولید انبوه آن است. آنچه که گوتنبرگ ابداع کرد تنها یک ابزار و یک وسیله یا حتی انجام یک سلسه اصلاحات در آنچه که وجود داشت، نبود بلکه ابداع یک سامانهٔ کامل تولید بود.

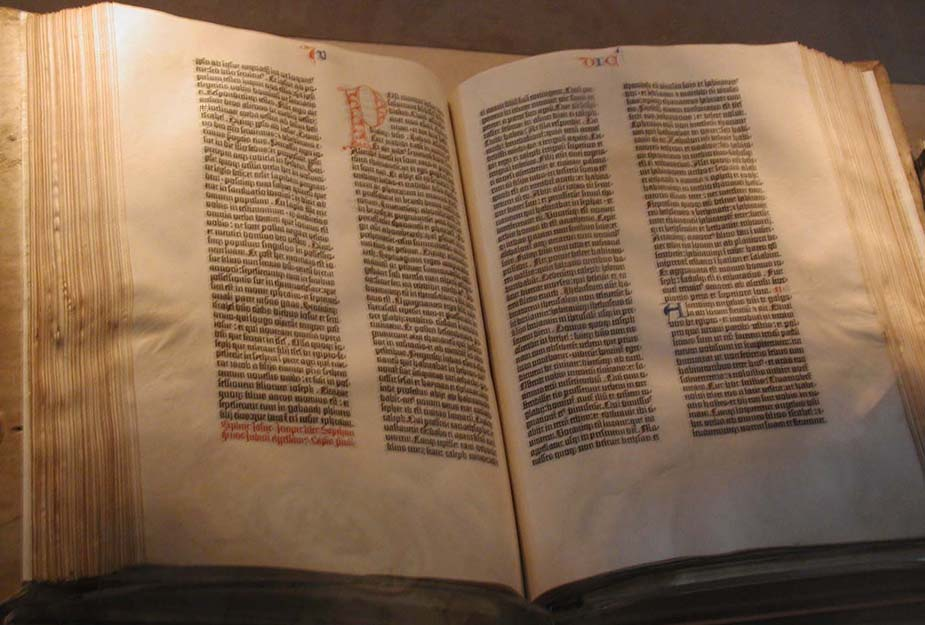
انجیل گوتنبرگ. کتابخانهٔ کنگره واشینگتن دی سی

با مقایسهٔ توسعهٔ بعدی اروپا و چین می‌توان تصویری از تأثیر گوتنبرگ بر تاریخ جهان به‌دست‌آورد. در هنگام گوتنبرگ اروپا به سرعت پیشرفت کرد در حالی که پیشرفت چین، که تا مدت‌ها بعد هنوز از چاپ باسمه استفاده می‌کرد، نسبتاً کند بود و می‌توان گفت صنعت چاپ عامل بسیار مهمی در گسترش و پیشرفت دانش بوده‌است.

## پس از گوتنبرگ
تقریباً بیست سال پس از نخستین تلاش‌های گوتنبرگ در امر چاپ، این صنعت در ونیز، فلورانس، پاریس و لیون در حدی مختصر و محدود رواج یافت چون دستگاه چاپ گوتنبرگ، هزینه‌های بسیار زیادی داشت در نتیجه تنها برای ثروتمندان قابل دَسترسی بود و به همین دلیل تا مدت‌های طولانی استقبال چندانی از آن نشد.
۳۰۰ سال پس از اختراع دستگاه چاپ گوتنبرگ، یک نمایشنامه‌نویس آلمانی به نام آلوئیس زنه فلدر، چاپ سنگی یا لیتوگرافی را در سال ۱۷۹۷ میلادی اختراع کرد.